# Zebre Rugby 2016-2017

## Pro12 2016-17

### Stagione regolare
| Incontro                 | Andata | Ritorno |
| ------------------------ | ------ | ------- |
| Ospreys — Zebre          | 59-5   | 40-10   |
| Newport G.D. — Zebre     | 11-6   | 14-29   |
| Zebre — Connacht         | 25-22  | 3-33    |
| Zebre — Cardiff Rugby    | 21-23  | 24-30   |
| Munster — Zebre          | 49-5   | 50-14   |
| Zebre — Glasgow Warriors | 28-33  | 10-45   |
| Edimburgo — Zebre        | 14-19  | 24-19   |
| Zebre — Leinster         | 10-33  | 6-70    |
| Ulster — Zebre           | 68-21  | 40-17   |
| Zebre — Scarlets         | 24-31  | 7-42    |
| Benetton — Zebre         | 23-12  | 19-3    |

#### Risultati della stagione regolare
| Posizione | G  | V | N | P  | PF  | PS  | DP   | B | Pt |
| --------- | -- | - | - | -- | --- | --- | ---- | - | -- |
| 12ª       | 22 | 3 | 0 | 19 | 318 | 773 | -455 | 7 | 19 |

## European Rugby Champions Cup 2016-17

### Girone 2
| Incontro         | Andata | Ritorno |
| ---------------- | ------ | ------- |
| Wasps — Zebre    | 82-14  | 41-27   |
| Zebre — Connacht | 7-52   | 21-66   |
| Zebre — Tolosa   | 6-36   | 15-54   |

#### Risultati della fase a gironi
| Posizione | G | V | N | P | PF | PS  | DP   | B | Pt |
| --------- | - | - | - | - | -- | --- | ---- | - | -- |
| 4ª        | 6 | 0 | 0 | 6 | 90 | 331 | -241 | 0 | 0  |